# Зуев, Николай Владимирович
Николай Владимирович Зуев (род. 7 мая 1970 года) — российский бадминтонист и бадминтонный тренер.

## Карьера
В 1986 году выполнил звание мастера спорта и получил приглашение в юношескую сборную команду СССР.
В 1988 году на 1-м юниорском чемпионате мира занял 9-е место в парной категории и в этом же году был приглашен в сборную команду СССР.
В 1990 году на 1-м студенческом чемпионате мира стал серебряным и дважды бронзовым призером.
В 1991 году переехал в Москву, где начал работать тренером-игроком команды «Сокол» Спортивного Клуба РВСН.
В 1993 и 1995 годах на личных чемпионатах мира выходил в 1/4 финала.
В 1993 году получил звание мастер спорта России международного класса.
В 1994 году на чемпионате Европы завоевал серебряную медаль.
В 1996 году на Олимпийских Играх в Атланте занял 5-е место.
В 1997 году в финале Кубка Мира завоевал бронзовую медаль.
В период 2001—2005 год в составе команду «Рекорд» дважды завоевал Кубок Европы среди клубных команд.
Участвовал в Олимпиаде 2004 года в Афинах.
В период спортивной карьеры стал 16-кратным чемпионом СССР и России.
Чемпион СССР:
- одиночный разряд — 1990
- парный разряд — 1989, 1990

Чемпион России:
- парный разряд — 1993, 1994, 1995, 1996, 1997, 1998, 2003
- смешанный разряд — 1993, 1994, 2002, 2003, 2004, 2005

## Тренерская карьера
В настоящее время является тренером сборной России по бадминтону.

## Образование
В 1987 году поступил в Днепропетровский Государственный институт физической культуры на отделение «Физическое воспитание» и в 1991 году закончил его.